# Pholis nebulosa
Pholis nebulosa är en fiskart som först beskrevs av Temminck och Schlegel, 1845.  Pholis nebulosa ingår i släktet Pholis och familjen tejstefiskar. IUCN kategoriserar arten globalt som livskraftig. Inga underarter finns listade i Catalogue of Life.